# Visor de director

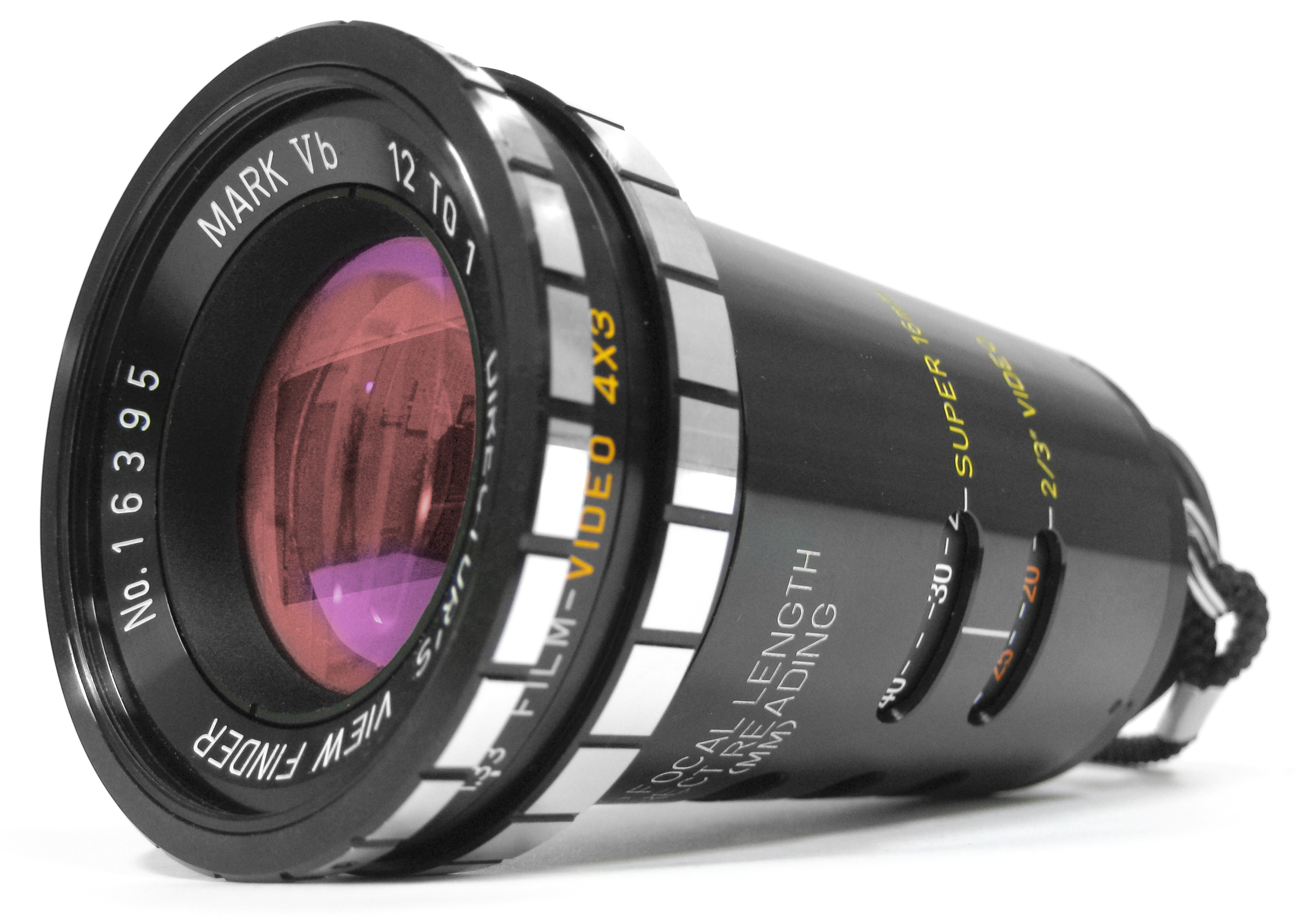
Visor de director Alan Gordon Mark Vb.

Un visor de director, en alguna ocasión denominado también mira del director o visor de acción y que se conoce en inglés como director's viewfinder, es un aparato capaz de simular el plano que se mostrará en la cámara. Se trata de un tipo de visor con una lente que tiene indicaciones de la distancia focal en los diversos formatos usados en cine. Utilizado por el director de cine, le permite probar distintas ubicaciones de la cámara, identificar cual es la distancia focal de la lente para captar la escena.
Son útiles para el director de cine, o en su caso al director de fotografía, en la localización previa al rodaje y se evita transportar la cámara de cine al sitio que se está comprobando su posible ubicación. Dado que los equipos de filmación suelen ser pesados y voluminosos, el uso del visor de director hace más fácil y rápida la selección de la ubicación de la cámara y la lente a utilizar.

## Principales características
En resumen, el visor del director presenta unas características que se dan en mayor o menor medidas en la diversidad de tipos y modelos que se pueden encontrar actualmente: 

### Portabilidad
Se trata de un objeto de fácil transporte, rentabilizando el tiempo y evitando tener que mover todo el equipo de producción para la realización de pruebas. 

### Prever el resultado
El director podrá ir eligiendo planos sin necesidad de usar la cámara. El visor del director ayuda al usuario a habituarse al campo de visión, a la perspectiva del eje z y el posible movimiento al que se pueda someter el plano buscado, impidiendo así resultados no esperados.

## Tipos y variantes

### Visor tradicional con lente incorporada
Con un aspecto similar al de un telescopio pequeño, estos dispositivos se pueden sujetar fácilmente con una mano. Ayuda a observar el campo de visión de la lente, formatos de cámara, relaciones de aspecto y distancias focales dentro de un rango específico, sin embargo no es posible determinar todas las características que tiene el objetivo utilizado para el rodaje, como por ejemplo las posibles aberraciones ópticas que puedan surgir. Los dispositivos de este tipo varían en el precio dependiendo del tamaño y características. 

### Visor para montar ópticas de cine
Se trata de un dispositivo más voluminoso que el visor tradicional, suele tener un mango o bayoneta de agarre y arriba un sistema de acople para montar las propias lentes utilizadas en las cámaras de cine, permitiendo que el director pueda observar no solo el campo de visión, sino que también podrá observar la profundidad de campo y las aberraciones ópticas propias del objetivo utilizado en el rodaje. Existe gran variedad de modelos y de precios en razón a sus funciones, características y calidad técnica.

### Aplicaciones para teléfonos móviles
En los últimos años, con el desarrollo de las aplicaciones para Teléfono inteligente, han salido a la venta softwares que permiten algunas funciones adicionales como la capacidad de tomar y almacenar imágenes o crear etiquetas GPS. Son considerablemente más baratos, y resultan útiles teniendo en cuenta que su funcionalidad es similar a la de los visores tradicionales, aunque careciendo, por supuesto, de las características propias de los visores para lentes de cine que permiten la semejanza óptima con el resultado final. Hay varias aplicaciones disponibles que rondan los 30 €.

## Historia
En los inicios del cine no había un artefacto con el que el director pudiera comunicar a su cámara la visión y el encuadre de las tomas más allá de encuadrar con las manos o mirar por el visor de la cámara. Con el tiempo los cinematógrafos más influyentes pidieron a los talleres que les fabricaran un dispositivo óptico o visor que pudieran simular los planos vistos por la lente de la cámara, sin tener que tomar una cámara. 
Estos primitivos visores eran algo aparatosos y rudimentarios a modo de caja de madera y bronce. A estos primeros visores luego añadieron unas láminas recortadas con distintos formatos para representar las longitudes focales de varias lentes. Los fabricantes de aparatos de estudio incluso desarrollaron un dispositivo de zum para su uso con los primeros visores. Durante este tiempo se inventaron varias versiones de visores de directores, como el visor Mitchell, que adaptó el visor de cámara de este mismo fabricante. Por ejemplo, Orson Welles y el director de fotografía Gregg Toland Alinee usaron un visor Mitchell, durante la grabación de Citizen Kane en 1940. 
Después de la Segunda Guerra Mundial en 1946, Tewe, una compañía óptica alemana, desarrolló un pequeño visor que se podía colgar alrededor del cuello, este aparato tuvo enorme éxito de distribución en la industria de cine en todo el mundo, hasta el punto de que en alguna ocasión se le ha denominado al visor del director por el de esta compañía: Tewe/director's viewfinder.
Posteriormente se han ido introduciendo nuevos modelos de marcas comerciales como: Alan Gordon (desde 1975), Cavision, Panavision, Denz y Arri, entre otros, progresando tecnológicamente con modelos cada vez más sofisticados y añadiendo nuevas funciones.